# راي هندرسون (لاعب كرة قدم)
راي هندرسون (بالإنجليزية: Ray Henderson)‏ هو مدرب كرة قدم ولاعب كرة قدم بريطاني، ولد في 31 مارس 1937. لعب مع نادي ريدنغ ونادي ميدلزبره.